# Sawejki (obwód brzeski)
Sawejki (biał. Савейкі, Sawiejki; ros. Совейки, Sowiejki) – wieś na Białorusi, w obwodzie brzeskim, w rejonie lachowickim, około 17 km na południowy wschód od Lachowicz.

## Historia
Na przełomie XVIII i XIX wieku dobra Sawejki należały do Bennigsenów, na początku XIX wieku nabył je hrabia Stanisław Hutten-Czapski (1779–1844), który jednak zmuszony był odsprzedać Sawejki najprawdopodobniej Levinowi Augustowi von Bennigsenowi (1745–1826), generał-gubernatorowi Litwy w latach 1801–1806, od którego majątek ten kupił Krzysztof Niezabytowski. Jego córka Waleria wniosła Sawejki w posagu do rodziny Rdułtowskich, wyszedłszy w 1840 roku za Konstantego Rdułtowskiego (1804–1869), marszałka słuckiego. Administratorem majątku był wtedy Hektor Nowicki, który w 1860 roku kupił go od dotychczasowych właścicieli. Wraz z folwarkiem Zapole majątek ten liczył wtedy ponad 383 włóki. Od co najmniej 1901 roku do co najmniej 1913 roku właścicielem majątku był Teofil Nowicki, później, ostatnim – Andrzej Nowicki.
Po III rozbiorze Polski w 1795 roku Sawejki wcześniej należące do województwa nowogródzkiego Rzeczypospolitej (a między II i III rozbiorem – do namiestnictwa mińskiego), znalazły się na terenie powiatu słuckiego (ujezdu) kolejno guberni: słonimskiej, litewskiej, grodzieńskiej i mińskiej Imperium Rosyjskiego. Po ustabilizowaniu się granicy polsko-radzieckiej w 1921 roku Sawejki wróciły Polski, znalazły się w gminie Niedźwiedzice w powiecie baranowickim województwa nowogródzkiego, od 1945 roku – w ZSRR, od 1991 roku – na terenie Republiki Białorusi.
W 1921 miejscowość liczyła 162 mieszkańców, zamieszkałych w 12 budynkach, w tym 99 Polaków i 63 Białorusinów. 80 mieszkańców było wyznania rzymskokatolickiego i 82 prawosławnego.
Około kilometra na południe od centrum wsi, przy drodze do sąsiedniego Hajnińca stoi ruina XIX-wiecznej kaplicy grobowej oraz lokalny cmentarzyk.
W 2009 roku w Sawejkach mieszkało 85 osób.

## Dwór (pałac) i park
Majątek w Sawejkach jest opisany w 2. tomie Dziejów rezydencji na dawnych kresach Rzeczypospolitej Romana Aftanazego.
Kompleks pałacowo-parkowy jest historyczno-kulturalnym zabytkiem Białorusi o numerze ewidencyjnym  112Г000482.